# Briga
Briga- (-briga como terminación) es una raíz que aparece en muchos topónimos de origen celta (especialmente en la historia antigua de la península ibérica) con el significado de "ciudad", "fortaleza" o, más literalmente, "lugar alto". Además de en los topónimos conservados hasta la actualidad, hay abundantes testimonios de antiguos topónimos tanto en la escasa epigrafía en alfabeto ibérico como en la más abundante en alfabeto latino (leyendas numismáticas, estelas, aras, inscripciones funerarias, graffiti, etc.); así como en las fuentes documentales protohistóricas.
Los romanos denominaban oppidum a ese tipo de poblados fortificados situados en eminencias naturales.

## Etimología
Su etimología parece provenir del protoindoeuropeo (Proto-IE): *bhergh-, *bherg'h- 'montaña/monte', '(lugar) alto' > Antiguo Indio: br̥hánt- 'altura', 'alto', 'grande', 'largo' > Avesta: bǝrǝz- 'altura', 'montaña/monte' > Céltico: en nombres de castros y opidas tales como: Admageto-briga, Litano-briga, Areb-rigium, Brigiani, Brigantes, Brigantia > Serbio: breg m. 'colina' > Antiguo Irlandés: brī, acc. brig 'colina' > Cymr (Antigo Galés): bre f. 'colina' > Corn (Córnico): bre f. 'colina' > Bretón: bre f. 'colina' > Proto-Germánico: *birga-n; *burgō, *birgaxa- 'montaña/monte', 'banco/pendiente' > Godo: *bɛrgahī f. (n) 'área montañosa' > Antiguo Nórdico: bjarg, berg ŋ. 'montaña', 'roca', borg f. 'colina' > Noruego: berg > Sueco: berg > Danés: bjerg > Antiguo Inglés: beorg (beorh, biorg, biorh), -es m. 'colina', 'montaña' 'montículo', 'guarida', 'montón de piedras', 'lugar de enterramiento' > Inglés: barrow > Antiguo Frisio: berg, birg > Antiguo Sajón: berg > Holandés Medio: berch > Holandés: berg m. > Antiguo Franconio: berg > Alto Alemán Antiguo: berg > Alto Alemán Medio: bërc (-g-) st. m. 'montaña/monte', 'viñedo', 'mina' >
Alemán berg: 'montaña/monte'. 
A pesar de que se ha dicho que briga significa 'ciudad' o 'fortaleza', no existe evidencia epigráfico-lingüística de tal significado. Es algo que se añade a la traducción literal de los topónimos terminado en -briga y similares, cuyo significado único y literal es: 'colina', 'cerro', o 'lugar alto' del término que antecede o precede, eje., Bruto-briga, "la colina o cerro (habitado/fortificado) de Bruto". En latín y griego sí aparecen términos similares con significados tales como 'ciudad' y 'torre'. Así tenemos el latín ''burgus'' -"ciudad", "castillo"- y el griego πυργο ''pyrgos'' -"torre", que también generó numerosos topónimos -burgo-). Pero estas formas derivan de otra voz protoindoeuropea, del Proto-IE: *bhurgh- 'torre-vigía', Armenio: burgn 'torre', Germánico: *burg- c., *burg-ia- n., de donde pasaría como préstamo lingüístico al griego πυργο pyrgos -"torre".

## Topónimos que terminan con el sufijo -briga

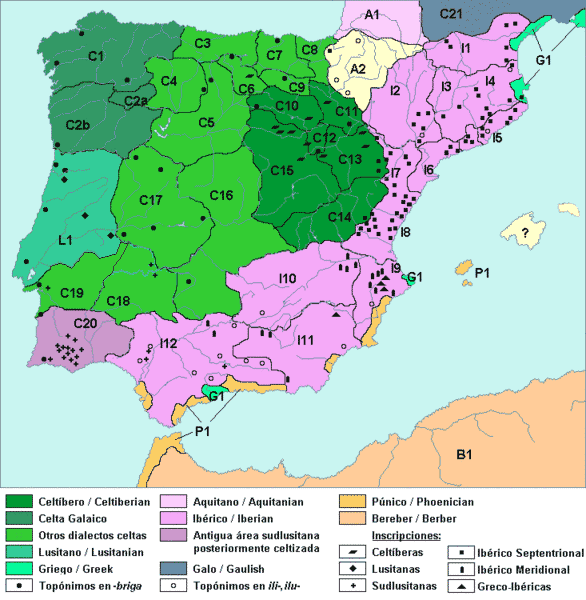
Idioma Celta y Celtíbero. Lugares con topónimos acabados en -briga.

Debe usarse la tilde en las palabras castellanas esdrújulas, y no debe usarse en las palabras latinas o de otros idiomas. Así, deben distinguirse las ciudades actuales con topónimo castellanizado de topónimos antiguos o no castellanizados, aunque su pronunciación debe ser la misma (con el acento en la antepenúltima sílaba).
Ciudades prerromanas:
- Amallobriga, Mayorga (provincia de Valladolid).
- Arcobriga, actual Arcos de Jalón, municipio de la provincia de Soria.
- Caetobriga o Cetobriga,[3] Setúbal (Portugal).
- Conimbriga, Condeixa-a-Nova (Portugal), topónimo trasladado hasta la cercana Coímbra.
- Deobriga, ciudad autrigona situada cerca de Miranda de Ebro (provincia de Burgos).
- Eberobriga, Talaván (provincia de Cáceres). No debe confundirse con Eburobriga, Alcobaza  (Portugal). Hubo una ciudad con el mismo nombre en Galia (hoy Avrolles, Francia), donde la raíz eburo significa "tejo" (árbol sagrado).[4] De Eberobriga se han propuesto varias etimologías. Para otra ciudad hispana se utilizaron las denominaciones Eurobriga y Iurobriga, que parecen corresponder a Turobriga, situada en la Beturia Céltica (identificable con Bienvenida, en la provincia de Badajoz, o con un yamiento en el término de la actual Aroche, en la provincia de Huelva).
- Flaviobriga, seguramente celta, que corresponde con Castro Urdiales (comunidad autónoma de Cantabria).
- Lacobriga (Lacobrica) en (Palencia, Castilla y León), y en Lagos (Portugal).
- Mirobriga, identificable con Santiago do Cacém (Portugal) o con Capilla (provincia de Badajoz).
- Nemetobriga,[5] antigua capital de los tiburi, situada en Puebla de Trives (A Pobra de Trives, provincia de Orense). La etimología puede provenir de nemeton (santuario celta).
- Nertobriga, nombre que llevaron dos ciudades de Hispania, una en la Ulterior (Nertobriga Concordia Iulia, en el término de Fregenal de la Sierra, provincia de Badajoz) y otra en la Citerior (Nertobriga, cerca de La Almunia de Doña Godina, provincia de Zaragoza).
- Paemeiobriga, correspondiente al castro en que se ubicaría la Villavieja de la Villa de Bembibre.[6]
- Segobriga, en torno al cerro llamado Cabeza de Griego, en Saelices (provincia de Cuenca). No debe confundirse con Segovia, de la que se ha propuesto también una etimología similar: Muchas ciudades fundadas por los celtas tienen nombres guerreros, compuestos con briga, ‘fortaleza’ o sego, segi, ‘victoria’: …Segovia>Segovia…”. En otra variante, “via (briga) puede significar colina o río, accidentes geográficos que se dan en la topografía de la ciudad.[7]

Tres ciudades hispanas llevan el nombre de sus fundadores romanos:
- Augustobriga, Talavera la Vieja (provincia de Cáceres).
- Caesarobriga, sobre la prerromana Talabriga, Talavera de la Reina (provincia de Toledo).
- Iuliobriga (Julióbriga), cerca de Retortillo (comunidad autónoma de Cantabria).

También aparece el sufijo en Attobriga (Weltenburg, Veltenburgicum monasterium o Weltinopolis, Baviera, Alemania) y Cantabriga (uso latino medieval para referirse a Cambridge, que en realidad deriva del topónimo anglosajón Cantebrigge).

## Topónimos que comienzan con la raíz briga-
- Brigaecium, capital de los brigicinos, situada probablemente cerca de Benavente (provincia de Zamora).
- Brigantium, capital de los brigantinos, identificable con La Coruña (en la zona aparecen topónimos como Bergantiños y Bergondo).
- Brigantia, ciudad mítica del rey Breogán, que también es el nombre original de Briançon (Francia).

Puede identificarse la raíz briga- también en los topónimos Brihuega (provincia de Guadalajara), Braga (Bracara Augusta, fundada en territorio de los galaicos bracari, en el actual Portugal) o Braganza (Bragança, Portugal).
El apellido Berganza aparece en la provincia de Álava.
Fuera de la península ibérica:
- Brig, localidad suiza (en francés Brigue, en italiano Briga)
- Ried-Brig, localidad suiza
- Briga Alta, localidad italiana (Piamonte)
- Briga Novarese, localidad italiana (Piamonte)
- La Brigue, localidad francesa (Provenza-Alpes-Costa Azul)
- Briga,[10] localidad eslovena (Baja Carniola)
- Brigae,[cita requerida] de nombre latino Civitas Altae Ripae ("ciudad en la alta ribera" del río Oder), de nombre germánico Brieg y de nombre eslavo Brzeg (Silesia, actual Polonia).[11]
- Briec, en bretón Brieg, localidad francesa (Bretaña).

La similitud fonética con Britania y britanos no parece tener relación etimológica, pues ese topónimo y etnónimo se deriva del griego Πρεταννικά (Pretanniká) o Πρεταννική (Pretanniké) y Βρεττανιαι (Brettaniai) o Πρεττανοί (Prettanoi, cuyo significado podría ser "los tatuados", compárese con el etnónimo pictos -"los pintados"-).
En cambio, sí parece haberla con el etnónimo brigantes (en griego Βρίγαντες), tribu céltica de Gran Bretaña cuya capital era Isurium Brigantum, que se localizaba al norte de la actual Inglaterra, y que es palabra cognata con Brigantia (con el mismo significado del celta briga -"alto, elevado"-), que designa a la diosa Brigid (de la que deriva el nombre Bridget -en antiguo irlandés Brigit, en irlandés moderno Bríd- y el río inglés Brent, afluente del Támesis). Los brigantes serían "los altos", en un sentido metafórico de nobleza, o bien "los de las tierras altas" (los montes Peninos, como en el actual término highlanders aplicado a las Highlands o "tierras altas" de la cercana Escocia) o incluso "los habitantes de los briga" (lugares elevados y fortificados). En galés moderno braint significa "privilegio, prestigio", y proviene de la misma raíz (brigantjā). Bri, en galés, córnico y bretón significa "prestigio, reputación, honor, dignidad"; mientras que bre significa "colina". En galés, brenin significa "rey". En gaélico escocés brìgh significa "médula" y "poder". En gaélico irlandés brí significa "energía, relevancia" (al igual que la raíz bree -"poder, energía"-).
Brigetio, donde murió el emperador Valentiniano, es la actual Szőny, en Hungría. Brigobanne (Vindelicia) es Hüfingen, en el sur de Alemania, a la orilla del río Breg y cerca del río Brigach. En Austria está la ciudad de Bregenz.
La antigua palabra italiana brigante y brigantaggio (equivalente a "pirata" y "piratería", pero en tierra), de las que derivan las francesas brigand y brigandage y la castellana bergante (el DRAE, que lo define como "pícaro, sinvergüenza", la hace derivar del gótico brĭkan, 'golpear', 'luchar' y lo compara con el catalán bergant, 'individuo de una brigada de trabajo' y las castellanas bregar y brigar, así como con "brigada"), proviene según el Oxford Etymology Dictionary de las formas del latín medieval brigancii, brigantii, brigantini, brigantes (siglo XIV), aunque no se descarta algún tipo de conexión con el etnónimo o con la raíz céltica.